# Пошесть на нашого Хауса (Доктор Хаус)
Пошесть на нашого Хауса (англ. A Pox on Our House) - сьома серія сьомого сезону американського серіалу «Доктор Хаус». Вперше була показана на каналі FOX 15 листопада 2010 року. Команда Хауса До лікарні потрапляє сім'я, заражена хворобою, зниклою понад 200 років.

## Сюжет
У 18-му столітті Сотос Остерзоон, голландський корабель работорговців їде в Бермуди. Серед африканських бранців спалахує віспа, і, побоюючись карантину, капітан наказує викинути хворих рабів за борт, але вже занадто пізно: корабель обстріляли і навмисно потопили разом з екіпажем і бранцями, щоб стримати хворобу.
В наші дні сім'я відпочиває на Бермудах, діти розважаються дайвінгом. 16-річна Джулі приносить з дна герметичну скляну банку. Вона випадково розбила її і порізала руку.
Хаус впевнений, що в неї віспа, бо нею хворів екіпаж затонулого корабля. Сім'я на карантині, дівчина і батько, в якого теж підозрюють захворювання, поміщаються в ізольовану кімнату, обом дають вакцину від віспи. Мастерз, що звикла завжди говорити правду, говорить дівчинці діагноз. Однак при огляді з'ясовується, що пустули у дівчинки лише під колінами, а під пахвами звичайний висип, отже це не може бути віспа. У лікарню прибуває бригада ЦКЗ, яка оголошує карантин і забороняє лікарям обстежувати Джулі. Аналіз на віспу буде готовий тільки через добу, а до тих пір ніхто не має права входити в ізолятор.
Хаус, позбавлений контакту з пацієнтами, у пошуку нового діагнозу звертається до єдиного доступного доказу: журналу капітана з розбитого судна. Щоб перекласти текст Хаус зв'язався з голландською вебстриптизеркою, яку знайшов в інтернеті.
За інформацією з журналів, на кораблі хворіли лише африканці, а це свідчить, що це не віспа. Хаус намагається збрехати, щоб отримати змогу потрапити в кімнату, але зупиняється. Майстерз через скло палати помічає, що в дівчини відсутні характерні пустули на стопах, які обов'язково проявляються при віспі.
У той же час в батька дівчини швидко розвиваються характерні симптоми віспи. Хаус спантеличений, бо йому здається що в дівчини точно не віспа, зате в її батька незаперечно вона. Він приходить до висновку, що батько заразився від вакцини, яку вони дали йому, через те що його імунна система була порушена поверненням раку нирки, що був в стані ремісії.
Хаус помічає у хворого кров в сечозбірнику, що говорить про відмову нирок. Чоловіку потрібно ввести інтерферон, та офіцер ЦКЗ відмовляється. Хаус входить в захищену кімнату і починає лікування. Тепер його не випускають із боксу, і Кадді приходить підтримати його. Батько не реагує на лікування і вмирає, а це означає, що Хаус скорше за все заражений. 
Команда пригнічена, але Мастерз повертається до журналу в відчайдушних пошуках іншого діагнозу. Вона зазначає, що кіт на кораблі втратив все хутро, а потім помер, що вказує на віспоподібний риккетсіоз, хвороба легко піддається лікуванню антибіотиками. Щоб довести це, необхідно обстежити тіло вмерлого чоловіка у пошуках характерних струп'їв. Для цього Хаусу доводиться зняти захисні рукавиці, та йому все ж вдається знайти доказ. Життя дівчинки зберігається.

## Цікавинки
Стосунки Вілсона і Сем проходять випробування, так як вона не може покинути лікарню через карантин, і допомагає йому вмовити маленьку хвору на рак дівчинку почати лікування, в той час як її мати не може потрапити в лікарню. Хаус і Кадді також стикаються з труднощами у відносинах після того, як Кадді виявляє що Хаус брехав їй, щоб отримати згоду на нетрадиційне лікування гепатиту С (ін'єкції гепатиту А) у попередньому епізоді.